# Metropoli di Nantes
La metropoli di Nantes (in francese Nantes Métropole, AFI: /nɑ̃t metʁɔpɔl/) è una metropoli dei Paesi della Loira.

## Geografia fisica
Situata al centro del dipartimento della Loira Atlantica, la metropoli di Nantes raggruppa 24 comuni e si estende su una superficie di 523,4 km².

## Storia
Nel contesto dell'Atto III della decentralizzazione, il Governo Ayrault II ha presentato nel 2013 un progetto di volto alla modernizzazione dell'azione pubblica territoriale e all'affermazione del ruolo delle metropoli, noto come legge MAPTAM. Promulgata il 27 gennaio 2014, tale legge introduceva significative modifiche allo statuto delle metropoli, tra cui l'automatica trasformazione, mediante decreto, degli enti pubblici di cooperazione intercomunale con più di 400 000 abitanti situati in aree urbane con una popolazione superiore a 500 000 abitanti in metropoli. Questa definizione includeva l’allora esistente EPCI di Nantes.
L'attuazione della legge è stata sancita dal decreto n° 2014-1077 del 22 settembre 2014, che ha istituito ufficialmente la metropoli di Nantes, sotto la denominazione di "Nantes Métropole". Tale provvedimento ha trasformato l'omonima comunità urbana preesistente in un nuovo EPCI con fiscalità propria, conformemente a quanto previsto dall'articolo L. 5217-1 del Codice generale delle collettività territoriali.
Il decreto è entrato in vigore il 1° gennaio 2015, data che ha segnato ufficialmente la nascita della metropoli di Nantes come nuova entità amministrativa nell’ordinamento territoriale francese.

## Comuni metropolitani
La metropoli di Nantes comprende 24 comuni metropolitani:
- Basse-Goulaine
- Bouaye
- Bouguenais
- Brains
- Carquefou
- La Chapelle-sur-Erdre
- Couëron
- Indre
- La Montagne
- Le Pellerin
- Les Sorinières
- Mauves-sur-Loire

- Nantes
- Orvault
- Rezé
- Saint-Aignan-Grandlieu
- Saint-Herblain
- Saint-Jean-de-Boiseau
- Saint-Léger-les-Vignes
- Saint-Sébastien-sur-Loire
- Sainte-Luce-sur-Loire
- Sautron
- Thouaré-sur-Loire
- Vertou

### Comuni metropolitani più popolosi
Di seguito è riportata la lista dei comuni della metropoli con più di 25 000 abitanti, ordinati per popolazione:
| Pos. | Stemma | Comune                    | Superficie (km²) | Popolazione (ab.) | Densità (ab./km²) |
| ---- | ------ | ------------------------- | ---------------- | ----------------- | ----------------- |
| 1°   |        | Nantes                    | 65,19            | 325 070           | 4 987             |
| 2°   |        | Saint-Herblain            | 30,02            | 50 561            | 1 684             |
| 3°   |        | Rezé                      | 13,78            | 43 349            | 3 146             |
| 4°   |        | Saint-Sébastien-sur-Loire | 11,66            | 28 373            | 2 433             |
| 5°   |        | Orvault                   | 27,67            | 28 341            | 1 024             |
| 6°   |        | Vertou                    | 35,68            | 26 048            | 730               |

## Società

### Etnie e minoranze straniere
Secondo i dati INSEE, al 2020 la popolazione straniera era di 43 835 persone, pari al 6,52% dei residenti. Le nazionalità maggiormente rappresentate in base alla loro percentuale sul totale della popolazione residente erano:
- Algeria 4 714
- Romania 3 113
- Marocco 3 102
- Guinea 2 590
- Tunisia 2 478
- Turchia 1 818
- Portogallo 1 765
- Russia 1 756
- Costa d'Avorio 1 271
- Italia 1 213